# ساکوینسه

ساکوینسه شهری در شهرستان کوکولوگو در استان بولکیمده در بورکینافاسوی غربی مرکزی است جمعیت آن ۶۶۸۶ نفر است.